# Javols
Javols is een plaats en voormalige gemeente in het Franse departement Lozère in de regio Occitanie. De plaats maakt deel uit van het arrondissement Mende.

## Geschiedenis

Kaart van Anderitum

Anderitum was een Gallo-Romeins nederzetting en de hoofdstad van de Gallische stam van de Gabali. De stad werd gesticht kort nadat de Romeinen Gallië veroverd hadden en werd een etappeplaats op de Romeinse weg naar Rodez (Segodunum). De stad had een forum, publieke gebouwen, een soort theater en twee thermen. In de 2e eeuw kende de stad haar hoogtepunt en had toen een oppervlakte van 40 ha. In de vroege middeleeuwen werd Javols hoofdstad van de provincie Gévaudan, maar de leidende rol werd na de 7e eeuw overgenomen door Mende. Javols raakte ontvolkt.
Op 1 januari 2017 fuseerde de gemeente met het aangrenzende Aumont-Aubrac en vier gemeenten in de omgeving tot de commune nouvelle Peyre-en-Aubrac.

## Bezienswaardigheden
Vanaf de 19e eeuw werd de site van Anderitum archeologisch onderzocht en de site werd beschermd als historisch monument. In 1998 werd een archeologisch museum geopend bij de site.

## Geografie
De oppervlakte van Javols bedraagt 30,0 km², de bevolkingsdichtheid is 10,4 inwoners per km².
De onderstaande kaart toont de ligging van Javols met de belangrijkste infrastructuur en aangrenzende gemeenten.

## Demografie
Onderstaande figuur toont het verloop van het inwonertal.
Aumont-Aubrac · La Chaze-de-Peyre · Fau-de-Peyre · Javols · Sainte-Colombe-de-Peyre · Saint-Sauveur-de-Peyre